# Epacrophis drewesi
Epacrophis drewesi — вид змій родини струнких сліпунів (Leptotyphlopidae). Ендемік Кенії. Вид названий на честь американського герпетолога Роберта Кліфтона Древеса.

## Поширення й екологія
Epacrophis drewesi відомі з типової місцевості, що лежить біля північного підніжжя гори Кенія, за 10 км на південь від міста Ісіоло, на висоті 1300 м над рівнем моря. Вони живуть у перехідній зоні між східноафриканськими вічнозеленими чагарниковими заростями і акацієво-комміфоровими рідколіссями. Ведуть нічний, рийний спосіб життя. Відкладають яйця.